# Acroneuria hainana
Acroneuria hainana är en bäcksländeart som beskrevs av Wu, C.F. 1938. Acroneuria hainana ingår i släktet Acroneuria och familjen jättebäcksländor. Inga underarter finns listade i Catalogue of Life.